# Breaking the Silence (Heathen-Album)
Breaking the Silence ist das Debütalbum der US-amerikanischen Thrash-Metal-Band Heathen. Es erschien am 1. Mai 1987 über Combat Records.

## Entstehung
Im Jahr 1984 begann Lee Altus, beeinflusst von der New Wave of British Heavy Metal und der großen Menge von Thrashbands in der Bay Area (z. B. Exodus, Metallica uvm.), seinerseits ebenfalls eine Band aufzustellen. Nach diversen Besetzungswechseln in der Anfangszeit spielt Heathen schließlich in der Besetzung David Godfrey, Lee Altus, Doug Piercy, Mike Jastremski und Carl Sacco Breaking the Silence als Debütalbum ein. Bereits 1986 hatte die Band das Demo Pray for Death veröffentlicht, das in der Szene für Aufsehen sorgte.

## Lieder
1. Death By Hanging – (5:04)
2. Goblins Blade – (4:32)
3. Open the Grave – (7:21)
4. Pray for Death – (3:41)
5. Set Me Free (Sweet)- (3:45)
6. Breaking the Silence – (5:50)
7. Worlds End – (7:05)
8. Save The Skull – (5:20)
9. Heathen – (6:32)
10. Pray for Death (Demo) – (5:22)
11. Goblins Blade (Demo) – (4:28)
12. Open the Grave (Demo) – (7:20)
13. Heathen (Demo) – (6:57)

Der neunte Song Heathen ist ein Bonussong, der nicht auf der Original-Vinylveröffentlichung vorhanden ist. Die Titel 10 bis 13 sind auf den Wiederveröffentlichungen von 1999 und 2008 als weiterer Bonus enthalten und sind die Originalversionen der Demo Pray dor Death (1986). Durch diese Demo schaffte es die Band ihren ersten Plattenvertrag zu erhalten.
Mit Set Me Free enthält das Album auch ein Cover des Sweet Songs von 1974. Dieses Lied wurde 1987 als Single veröffentlicht.

## Veröffentlichung
Breaking the Silence wurde am 1. Mai 1987 als Schallplatte mit acht Tracks veröffentlicht. Die CD-Version enthielt mit dem Titel Heathen als Bonustrack neun Lieder. Nachdem die CD über längere Zeit schwer zu finden war, kamen 1999 und 2008 Neuauflagen auf den Markt, die zusätzlich das komplette Demo Pray for Death enthalten.

## Rezeption
Breaking the Silence verkaufte sich durchaus gut und gilt heute neben Bonded by Blood von Exodus als ein Klassiker des Genres.
Von der Fachpresse erhielt das Album hervorragende Kritiken. Das Rock Hard vergab im Review 9,5 von 10 Punkten

„Acht Titel enthält ‚Breaking The Silence‘, und absolut jeder sprengt den Rahmen des üblichen Thrash-Standards meilenweit.“

Speziell Sänger David Godfrey wird immer wieder lobend hervorgehoben und teilweise sogar mit Bruce Dickinson verglichen. Ebenso werden auch das Gitarrenduo Altus/Godfrey und Schlagzeuger Piercy für präzises Spiel gelobt.